# Влахопулос, Константинос
Константинос Влахопулос (греч. Κωνσταντίνος Βλαχόπουλος; 1789, Никополиc — 1868, Афины) — арматол, член Филики Этерия, греческий революционер, офицер. После создания греческого государства стал первым греком-командующим греческой жандармерии.

## Биография
Родился в 1789 году в Никополисе, происходил из большой семьи арматолов, христианских греческих нерегулярных солдат из Западной Греции. В дореволюционный период он вместе со своим братом Алексакисом также был арматолом. Позже из-за преследования Али-паши он и его брат были вынуждены бежать на Керкиру. Там они присоединились к греческим батальонам британской армии. В 1819 году он был посвящён вместе со своими братьями Алексиосом и Димитриосом в тайное революционное общество Филики Этерия.
Когда разразилась греческая революция, он принял участие в битве при Врахори в конце мая 1821 года. Позже он участвовал в преследовании вождя албанцев Нурки Сервани. Затем он внес свой вклад в освобождение Запанти. В следующем году он стал военачальником провинций Влохос и Агринио. Он сражался под командованием Маркоса Боцариса и отличился при битве при Карпениси. В декабре 1823 года он был произведен в хилиархи (тысячники).
Во время третьей осады Мессолонгиона защищал бастион Франклина и дослужился до генерала. Был в числе выживших после прорыва осаждённых Мессолонгиона и добрался до Аттики, где сражался под командованием Георгиоса Караискакиса.
В 1827 году участвовал в Третьем Национальном собрании в Тризине, а в 1827—1829 годах он принимал участие под командованием генерала Ричарда Чёрча в освобождении Афин от османов. После освобождения Греции в 1833 году он вступил в только что созданную королевскую жандармерию, а 14 сентября 1841 года стал командующим жандармерии, став первым греком, занявшим эту должность. 6 сентября 1843 года его заменил Спиромилиос.
Влахопулос вышел в отставку в звании полковника жандармерии и умер в Афинах в 1868 году.